# Раковець (Шмарє-при-Єлшах)
Раковець (словен. Rakovec) — поселення в общині Шмарє-при-Єлшах, Савинський регіон, Словенія.
Висота над рівнем моря: 351,1 м.